# Jürgen Hingsen
Jürgen Hingsen (* 25. Januar 1958 in Duisburg) ist ein ehemaliger deutscher Leichtathlet. Er war hauptsächlich im Zehnkampf aktiv.

## Karriere
Hingsen begann seine Karriere als Athlet 1976 bei der Sportabteilung von Bayer Uerdingen. Hier arbeitete er eng mit dem Leiter der Sportabteilung, Trainer und Sportlehrer Norbert Pixken zusammen. Er war in den 1980er Jahren als Zehnkämpfer Olympiasilbermedaillengewinner und dreimaliger Weltrekordhalter. Für diese Leistungen wurde er 1983 von Bundespräsident Karl Carstens mit dem Silbernen Lorbeerblatt ausgezeichnet.
Hingsen wurde zweimal Vizeeuropameister und einmal Vizeweltmeister sowie einmal Olympiazweiter. Bei den Olympischen Spielen 1988 in Seoul hatte er in der ersten Disziplin, dem 100-Meter-Lauf, drei Fehlstarts und wurde disqualifiziert. Daraufhin schlug ihm in der Öffentlichkeit Spott entgegen.
Obwohl Hingsen in den Jahren 1982 bis 1984 jeweils einen neuen Weltrekord im Zehnkampf aufstellte, konnte er seinen Dauerrivalen, den zweifachen Olympiasieger Daley Thompson (dieser bezeichnete Hingsen immer als „Hollywood-Hingsen“), nie bei einem Wettkampf bezwingen. Zuerst bei den Europameisterschaften in Athen, dann bei den Weltmeisterschaften in Helsinki und zuletzt bei den Olympischen Spielen in Los Angeles unterlag er seinem britischen Widersacher und verlor dabei jedes Mal wieder den Weltrekord.
Sein Weltrekord von 8798 Punkten (8832 nach der seit 1985 gültigen Tabelle) aus dem Jahre 1984 war bis 2023 deutscher Rekord. Er stand damit auf Platz 13 der ewigen Weltbestenliste (Stand 11. August 2021). Hingsen hatte bei einer Größe von 2,00 m ein Wettkampfgewicht von 102 kg. Im Juni 1989 trat er vom Leistungssport zurück und wurde bei einer Versicherung „Breitensport-Botschafter“.
Jürgen Hingsen engagierte sich als Botschafter für die Fußball-Weltmeisterschaft 2006 der Menschen mit Behinderung in Deutschland.

## Sportliche Bestleistungen
- Zehnkampf: 8798 Punkte (8832 Punkte nach aktueller Tabelle, aufgestellt am 9. Juni 1984 in Mannheim beim Zehnkampf-Länderkampf der Männer 1984 BR Deutschland – Polen, bis 9. Juni 2023 deutscher Rekord.[6][7])
- Siebenkampf: 5859 Punkte

Einzelleistungen
| Disziplin      | Bestwert    | Wert beim Rekord am 9. Juni 1984 |
| -------------- | ----------- | -------------------------------- |
| 100 m          | 10,70 s     | 10,70 s                          |
| Weitsprung     | 8,04 m      | 7,76 m                           |
| Kugelstoßen    | 16,57 m     | 16,42 m                          |
| Hochsprung     | 2,18 m      | 2,07 m                           |
| 400 m          | 47,65 s     | 48,05 s                          |
| 110 m Hürden   | 13,84 s     | 14,07 s                          |
| Diskuswurf     | 50,82 m     | 49,36 m                          |
| Stabhochsprung | 5,10 m      | 4,90 m                           |
| Speerwurf      | 67,42 m     | 59,86 m                          |
| 1500 m         | 4:12,29 min | 4:19,75 min                      |

## Sonstiges
- In den 1970er-Jahren stand Hingsen im Rahmen von dessen „Olympia-Zyklus“ für eine Statue von Arno Breker Modell, die heute auf einem Privatanwesen in Düsseldorf-Lohausen steht.[8]

- 1984 spielte er eine Hauptrolle in der Komödie Drei und eine halbe Portion mit Karl Dall, Rolf Milser und Patrick Bach. 1990 hatte er in der RTL-Serie Ein Schloß am Wörthersee eine Nebenrolle. Ab Mai 1989 wirkte er als Moderator des Sportteils im ZDF-Fernsehgarten.[9]

- Eine Zehnkampfwertung aus der Summe der persönlichen Bestleistungen ergäbe 9323 Punkte. Nur vier Zehnkämpfer (Dan O’Brien, Mike Smith, Roman Šebrle und Ashton Eaton) erzielten mit ihren Einzelleistungen eine höhere Punktzahl.

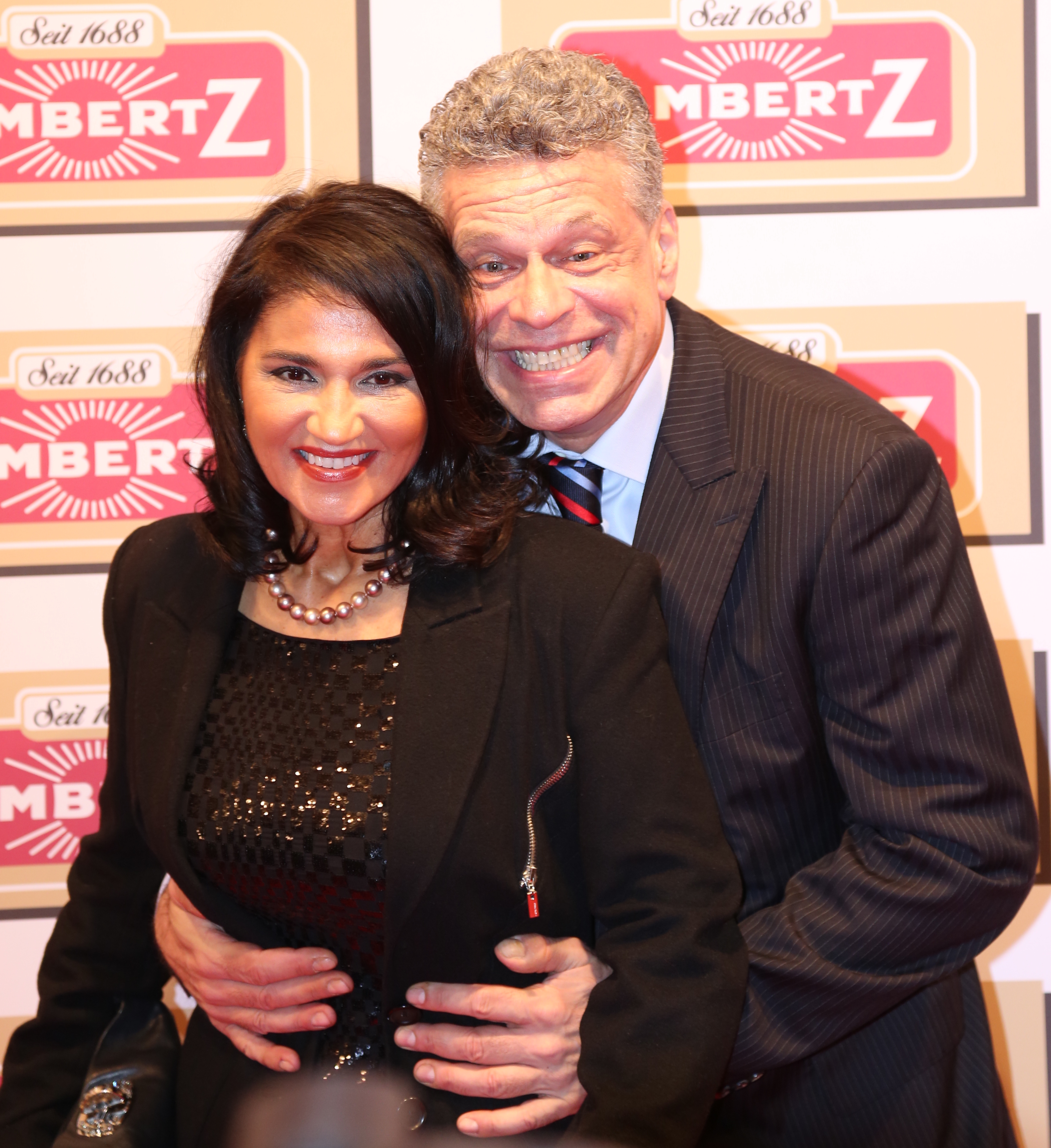
Jürgen Hingsen mit Freundin Francesca Elstermeier Santonocito (2017)

- 2004 trennte sich Hingsen nach 21 Jahren Ehe von seiner US-amerikanischen Ehefrau Jeanne Purcell. Aus der Ehe stammen zwei Töchter, geboren Mitte der 1980er- und 1990er-Jahre.[10] Seit 2005 ist er mit der italienischstämmigen Kosmetikunternehmerin Francesca Elstermeier Santonocito liiert[11] und lebt in Leverkusen-Opladen.[12]

- Im April 2006 nahm Hingsen am Fernseh-Tanzwettbewerb Let’s Dance des Senders RTL teil. Er belegte zusammen mit seiner Tanzpartnerin Uta Albanese den fünften Platz.

- Der Schriftsteller Burkhard Spinnen hat Elemente von Hingsens Biographie in seinem Roman Mehrkampf (2007) literarisch verarbeitet.[13]

- Von seinem Schnauzbart – treuer Wegbegleiter seit Beginn seiner sportlichen Laufbahn – trennte sich Hingsen 2007.[14]

- Vom 24. bis 31. Januar 2025 nahm Hingsen an der 18. Staffel der Reality-Show Ich bin ein Star – Holt mich hier raus! teil.

## Medien und öffentliche Präsenz
- Pegasos-Preis gemeinsam mit Daley Thompson für die Gesundheitskampagne für Männer „Movember“ 2015
- Ambassador Fußball-WM der Menschen mit Behinderung 2006
- Co-Kommentator ARD, Leichtathletik-WM Stuttgart 1993
- Berichterstatter Olympische Spiele Barcelona 1992, RTL-Frühstücksfernsehen
- Olympiadokumentarfilm 16 Tage des Ruhms
- Co-Moderation Sport, ZDF-Fernsehgarten 1989
- Let’s dance, RTL 2006
- Nebenrolle Ein Schloß am Wörthersee, RTL 1990
- Darsteller Comedy-Spielfilm Drei und eine halbe Portion 1984 neben Karl Dall.

## Schriften
- zusammen mit Petra Schreiber-Benoit: Voll in Form fürs Management. Econ, Düsseldorf 1996, ISBN 978-3-430-18067-2.